# 八王子記念
八王子記念（はちおうじきねん）とは、大井競馬場で行われていたアングロアラブ3歳馬による競馬の重賞競走（平地競走）である。1984年廃止。競走名は、大井競馬場の前身である八王子競馬場に由来している。

## 概要
1968年創設。船橋のブルーバードカップと併せて、南関東アラブ三冠の1冠目である千鳥賞への前哨戦であった。

## 歴代優勝馬
| 回数   | 施行日        | 優勝馬             | 性齢 | 所属 | タイム | 優勝騎手   | 管理調教師 |
| ------ | ------------- | ------------------ | ---- | ---- | ------ | ---------- | ---------- |
| 第1回  | 1968年1月16日 | シンタカラフオード | 牡4  | 船橋 | 1:43.3 | 高橋雄太郎 | 梶田繁雄   |
| 第2回  | 1969年1月16日 | カナデアンキング   | 牡4  | 川崎 | 1:42.4 | 木村騎一   | 八木弘     |
| 第3回  | 1970年3月21日 | イクタガワ         | 牝4  | 船橋 | 1:48.2 | 佐々木竹見 | 佐竹海治   |
| 第4回  | 1971年2月24日 | ダイニヒロボシ     | 牡4  | 船橋 | 1:49.7 | 長沢忠大   | 宮下雅身   |
| 第5回  | 1972年3月14日 | スカレー           | 牡4  | 船橋 | 1:48.2 | 内野健二   | 木村万吉   |
| 第6回  | 1973年3月28日 | ボウラツキー       | 牡4  | 船橋 | 1:48.2 | 佐々木竹見 | 松葉照雄   |
| 第7回  | 1974年3月11日 | グリンフアスト     | 牡4  | 川崎 | 1:50:2 | 本間茂     | 細川一吉   |
| 第8回  | 1975年3月17日 | バビロニアン       | 牡4  | 大井 | 1:50:2 | 須田和正   | 須田明雄   |
| 第9回  | 1976年3月19日 | タクマスリー       | 牡4  | 川崎 | 1:47:1 | 岩本洋     | 岩本亀五郎 |
| 第10回 | 1977年3月4日  | イシノセンプウ     | 牡4  | 川崎 | 1:50:6 | 佐々木竹見 | 大沼五郎   |
| 第11回 | 1978年3月14日 | リツトユーホー     | 牡4  | 大井 | 1:48:0 | 赤間清松   | 曽根和一   |
| 第12回 | 1979年3月16日 | エビタカラ         | 牡4  | 大井 | 1:46:6 | 福永二三雄 | 山下春茂   |
| 第13回 | 1980年3月14日 | マルケンダイドウ   | 牡4  | 川崎 | 1:46:6 | 一ノ瀬亨   | 神立忠     |
| 第14回 | 1981年3月13日 | フアストセンプウ   | 牡4  | 川崎 | 1:47:0 | 一ノ瀬亨   | 杉村繁盛   |
| 第15回 | 1982年3月18日 | キタノカズスミ     | 牡4  | 大井 | 1:48:8 | 本間茂     | 荒井勝弘   |
| 第16回 | 1983年3月14日 | アイノフエー       | 牡4  | 船橋 | 1:51:1 | 塩谷健     | 栗原清     |
| 第17回 | 1984年3月12日 | センパチボンモ     | 牡4  | 大井 | 1:49.8 | 高橋三郎   | 小野寺七郎 |

- 距離：第1回 - 第2回 ダート1600m 第3回 - ダート1700m
- 出走条件：第1回 - 4歳アングロアラブ
- 斤量：第1回 - 馬齢別定
- 優勝馬の馬齢は旧表記。